# Kasbah de Tifoultoute
Pour les articles homonymes, voir Kasbah (homonymie).
 (décembre 2016).
Si vous disposez d'ouvrages ou d'articles de référence ou si vous connaissez des sites web de qualité traitant du thème abordé ici, merci de compléter l'article en donnant les références utiles à sa vérifiabilité et en les liant à la section « Notes et références ».
La kasbah de Tifoultoute est une kasbah située à huit kilomètres à l'ouest de Ouarzazate, au Maroc, dans la commune rurale de Tarmigt. 
Cette kasbah ou forteresse se dresse sur un éperon rocheux qui domine la vallée de l'oued Ouarzazate. Elle a appartenu à la famille de Thami El Glaoui, pacha de Marrakech. Des scènes du film Lawrence d'Arabie y ont été tournées[réf. nécessaire]. Actuellement, une partie est aménagée en hôtel-restaurant ; d'autres tombent lentement en ruine.